# Podgrađe (żupania krapińsko-zagorska)
Podgrađe – wieś w Chorwacji, w żupanii krapińsko-zagorskiej, w gminie Marija Bistrica. W 2011 roku liczyła 321 mieszkańców.